# Andrej Plenković
Andrej Plenković (Zagreb, 8 de abril de 1970) es un político croata que se desempeña como primer ministro de Croacia desde octubre de 2016. Anteriormente fue uno de los once miembros croatas del Parlamento Europeo, desde la adhesión de Croacia a la Unión Europea en 2013 hasta su dimisión como eurodiputado cuando asumió el cargo de primer ministro. Plenković también se ha desempeñado como presidente de la Unión Democrática Croata desde 2016.

## Biografía
En 1992 se graduó en Derecho en la Facultad de Derecho de 'Universidad de Zagreb. Mientras que en la universidad, Plenković participó activamente en la ELSA de la que fue presidente en 1991. Como estudiante, pasante en el bufete de abogados de Londres  Stephenson Harwood. En el Ministerio de Asuntos Exteriores completó un programa para convertirse en un diplomático y en 1992 pasó el examen de consulta en la Academia Diplomática en Zagreb. En la Facultad de Derecho de la Universidad de Zagreb terminó su maestría en derecho público y derecho internacional privado y obtuvo una maestría en la Facultad de Ciencias Políticas en la Universidad de Zagreb en el año 2002.
De 1994 a 2002 ocupó diversos cargos en el Ministerio de Asuntos Exteriores, incluido el de jefe del Departamento de Integración Europea y asesor del ministro de Asuntos Europeos. De 2002 a 2005 trabajó para la Unión Europea en Bruselas. También fue responsable de coordinar las actividades políticas y, posteriormente, hasta 2010, se desempeñaba como embajador adjunto en Francia, donde estuvo involucrado en cuestiones políticas y de organización. De 2011 a 2013 fue miembro del Unión Democrática Croata para el Parlamento de Croacia.